# Hypenetes argothrix
Hypenetes argothrix là một loài ruồi trong họ Asilidae. Hypenetes argothrix được Londt miêu tả năm 1985. Loài này phân bố ở vùng nhiệt đới châu Phi.